# Sainte-Marie-d’Alloix
Sainte-Marie-d’Alloix ist eine französische Gemeinde mit 484 Einwohnern (Stand: 1. Januar 2022) im Département Isère in der Region Auvergne-Rhône-Alpes; sie gehört zum Arrondissement Grenoble und zum Kanton Haut-Grésivaudan. Die Einwohner werden Maloux genannt.

## Geografie
Die Gemeinde Sainte-Marie-d’Alloix liegt an der Isère im Grésivaudan am Fuß des Chartreuse-Gebirges, etwa 30 Kilometer nordöstlich von Grenoble. Umgeben wird Sainte-Marie-d’Alloix von den Nachbargemeinden La Buissière im Norden, Le Cheylas im Osten, Saint-Vincent-de-Mercuze im Süden und Westen sowie La Flachère im Nordwesten. Die Autoroute A41 durchquert die Gemeinde. 

## Bevölkerungsentwicklung
| Jahr                       | 1962 | 1968 | 1975 | 1982 | 1990 | 1999 | 2006 | 2012 | 2021 |
| -------------------------- | ---- | ---- | ---- | ---- | ---- | ---- | ---- | ---- | ---- |
| Einwohner                  | 208  | 186  | 211  | 308  | 413  | 568  | 568  | 550  | 483  |
| Quellen: Cassini und INSEE |      |      |      |      |      |      |      |      |      |

## Sehenswürdigkeiten

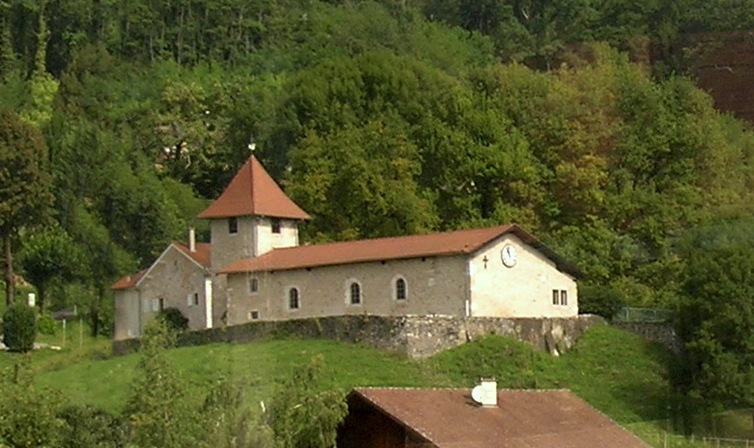
Kirche Saint-Barthélemy
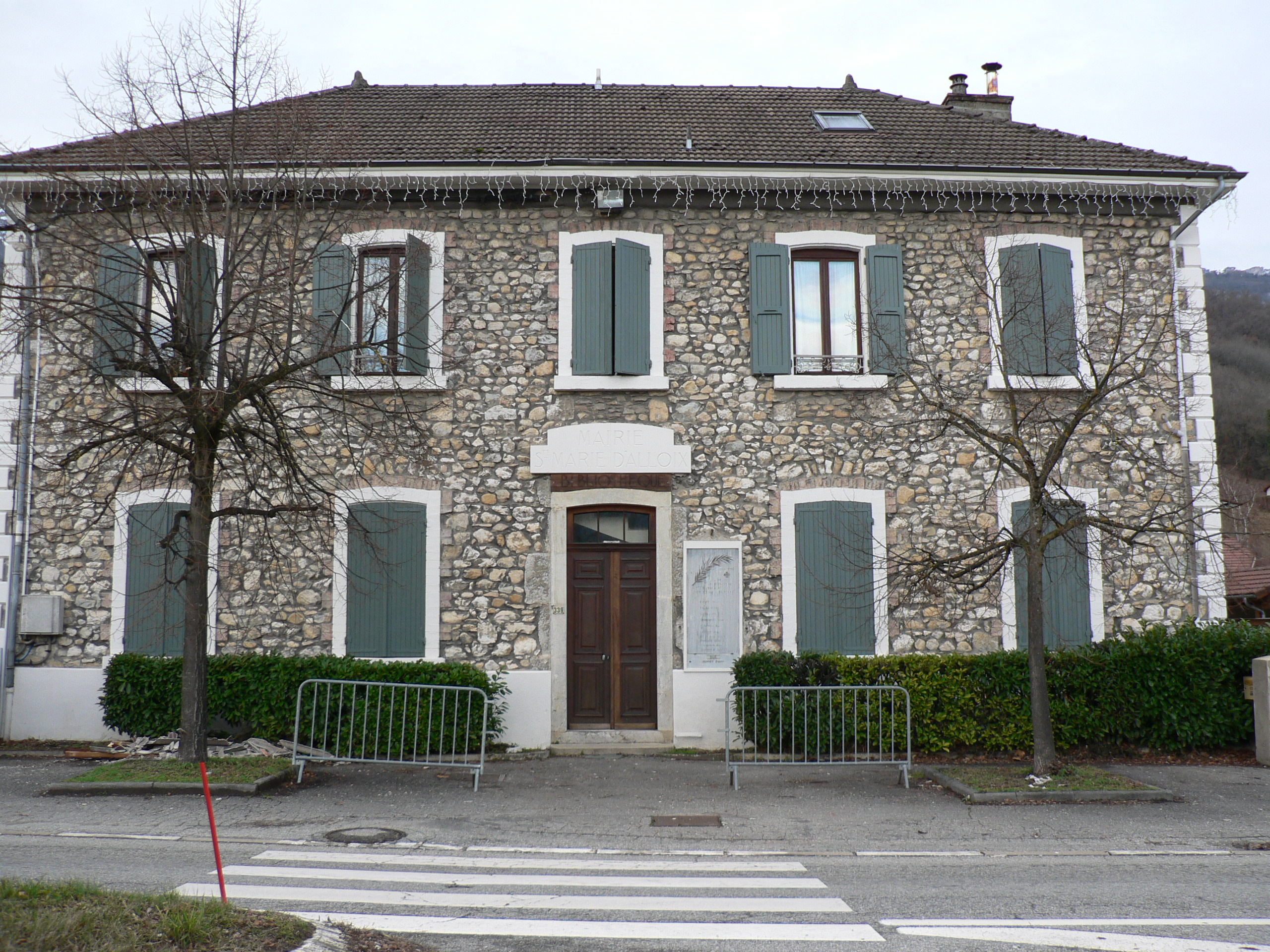
Ehemaliges Rathaus
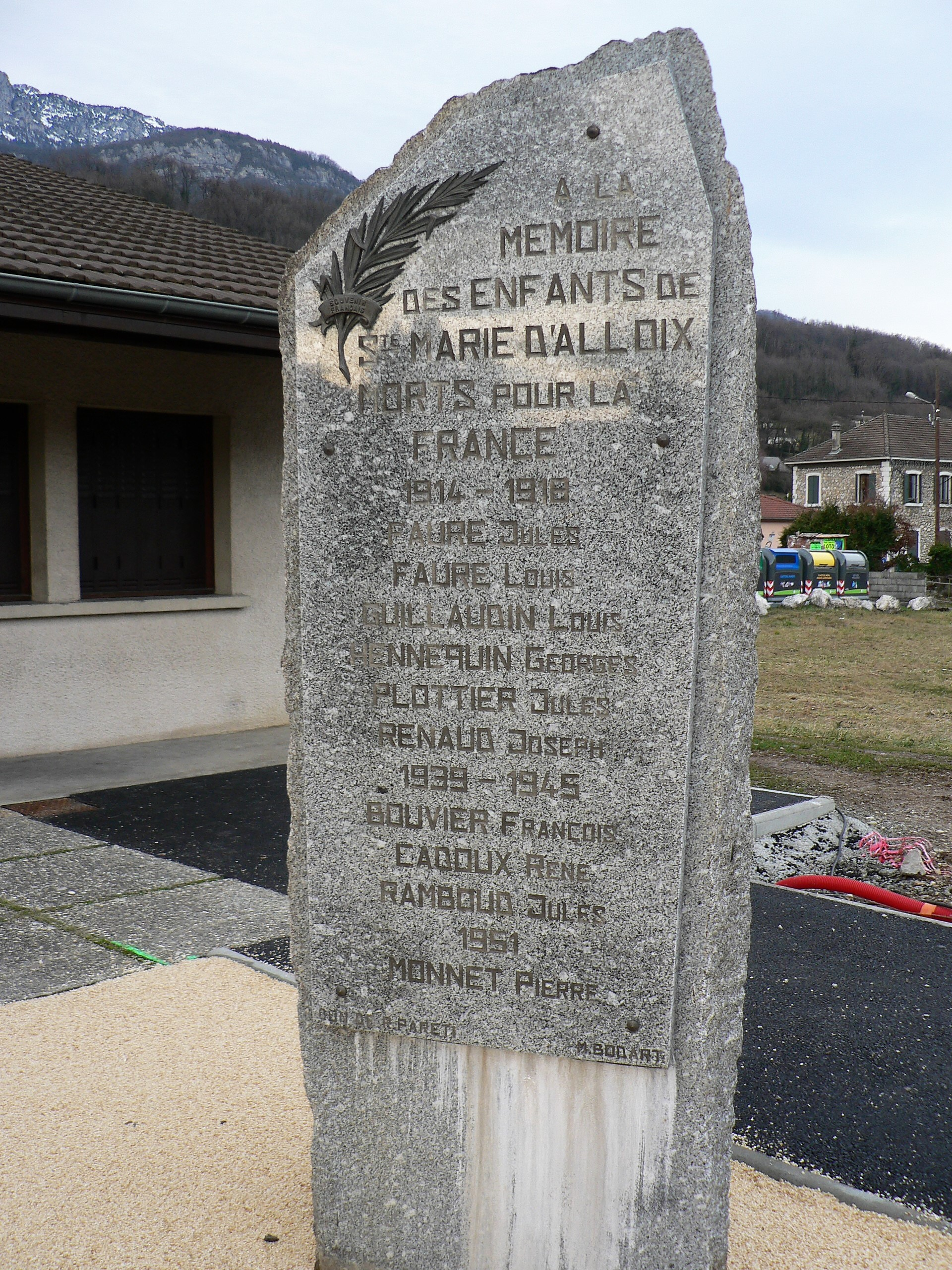
Gefallenendenkmal

- Kirche Saint-Barthélemy
- Ehemaliges Rathaus
- Gefallenendenkmal